# کارولین پیتزالا
کارولین پیتزالا (انگلیسی: Caroline Pizzala؛ زادهٔ ۲۳ نوامبر ۱۹۸۷) بازیکن فوتبال اهل فرانسه است.
از باشگاه‌هایی که در آن بازی کرده‌است می‌توان به مرکز آکادمی فوتبال کلیر فونتین و باشگاه فوتبال زنان پاری سن ژرمن اشاره کرد.
وی همچنین در تیم ملی فوتبال زنان فرانسه بازی کرده‌است.